# Feruza Normatova
Feruza Normatova (* 27. September 1989 in Sirdaryo) ist eine usbekische Schauspielerin.

## Leben und Karriere
Normatova studierte 2008 an der Oʻzbekiston davlat sanʼat va madaniyat instituti für Kunst und Kultur. Ihr Schauspielkarriere begann sie 2012 in dem Film Shu yetmay turuvdi. 2017 bekam sie die Auszeichnung Oʻzbekiston belgisi. Anschließend spielte sie 2021 in der Fernsehserie Mendirman Jaloliddin mit.

## Filmografie
Filme
- 2012: Shu yetmay turuvdi
- 2013: Toʻyidan qochganlar
- 2015: Qizalogʻim
- 2015: Tilimdamas dilimda
- 2016: Qadamlar
- 2016: 9-raqamli bemor
- 2016: Tosh tabib
- 2016: Tasodif
- 2017: Akajon xizmaringizdamiz
- 2017: Ona qizim
- 2020: Iblis oʻyini

Fernsehserien
- 2018: Fitna
- 2018: Oʻgay ona
- 2020: Zaharli tomchilar
- 2020: Paxmoq kelin
- 2020: Ojiza
- 2021: Mendirman Jaloliddin